# سه‌گانه‌ی نیویورک
سه‌گانهٔ نیویورک (به انگلیسی: The New York Trilogy) مجموعهٔ سه رمان از نویسندهٔ پست‌مدرن آمریکایی، پل استر است. این سه رمان که هر یک داستان جنایی و شخصیت‌های داستانی مجزایی از هم دارند تنها به سبب مکان مشترک سه گانه تشکیل داده اند. این سه رمان شامل شهر شیشه ای، ارواح و اتاق دربسته هستند.